# Chemotherapie
Die Chemotherapie ist eine medikamentöse Therapie von Krebserkrankungen (antineoplastische oder zytostatische Chemotherapie, umgangssprachlich auch kurz als Chemo bezeichnet) oder Infektionen (antiinfektiöse bzw. antimikrobielle Chemotherapie bzw. antibiotische Therapie). Eine Chemotherapie kann unter kurativen, adjuvanten oder palliativen Gesichtspunkten durchgeführt werden.
Die Chemotherapie verwendet Stoffe, die ihre schädigende Wirkung möglichst gezielt auf bestimmte krankheitsverursachende Zellen beziehungsweise Mikroorganismen ausüben und diese abtöten oder in ihrem Wachstum hemmen. In der Krebstherapie heißen diese Substanzen Zytostatika; in der Behandlung von Infektionskrankheiten Antiinfektiva (Antibiotika, Virostatika, Antimykotika, Antiprotozoika und Anthelminthika). Bei der Behandlung bösartiger Tumorerkrankungen nutzen Zytostatika die schnelle Teilungsfähigkeit der Tumorzellen, da diese empfindlicher als gesunde Zellen auf Störungen der Zellteilung reagieren; auf gesunde Zellen mit ähnlich guter Teilungsfähigkeit üben sie allerdings eine ähnliche Wirkung aus, wodurch sich Nebenwirkungen wie Haarausfall oder Durchfall einstellen können. Bei der Behandlung von bakteriellen Infektionskrankheiten macht man sich den unterschiedlichen Aufbau von eukaryotischen (Mensch) und prokaryotischen Lebewesen (Bakterien) zunutze.
Bei der Krebstherapie mit monoklonalen Antikörpern und Zytokinen, wie beispielsweise Interleukinen und Interferonen, handelt es sich nicht um eine Chemotherapie, sondern oftmals um eine Krebsimmuntherapie.

## Geschichte

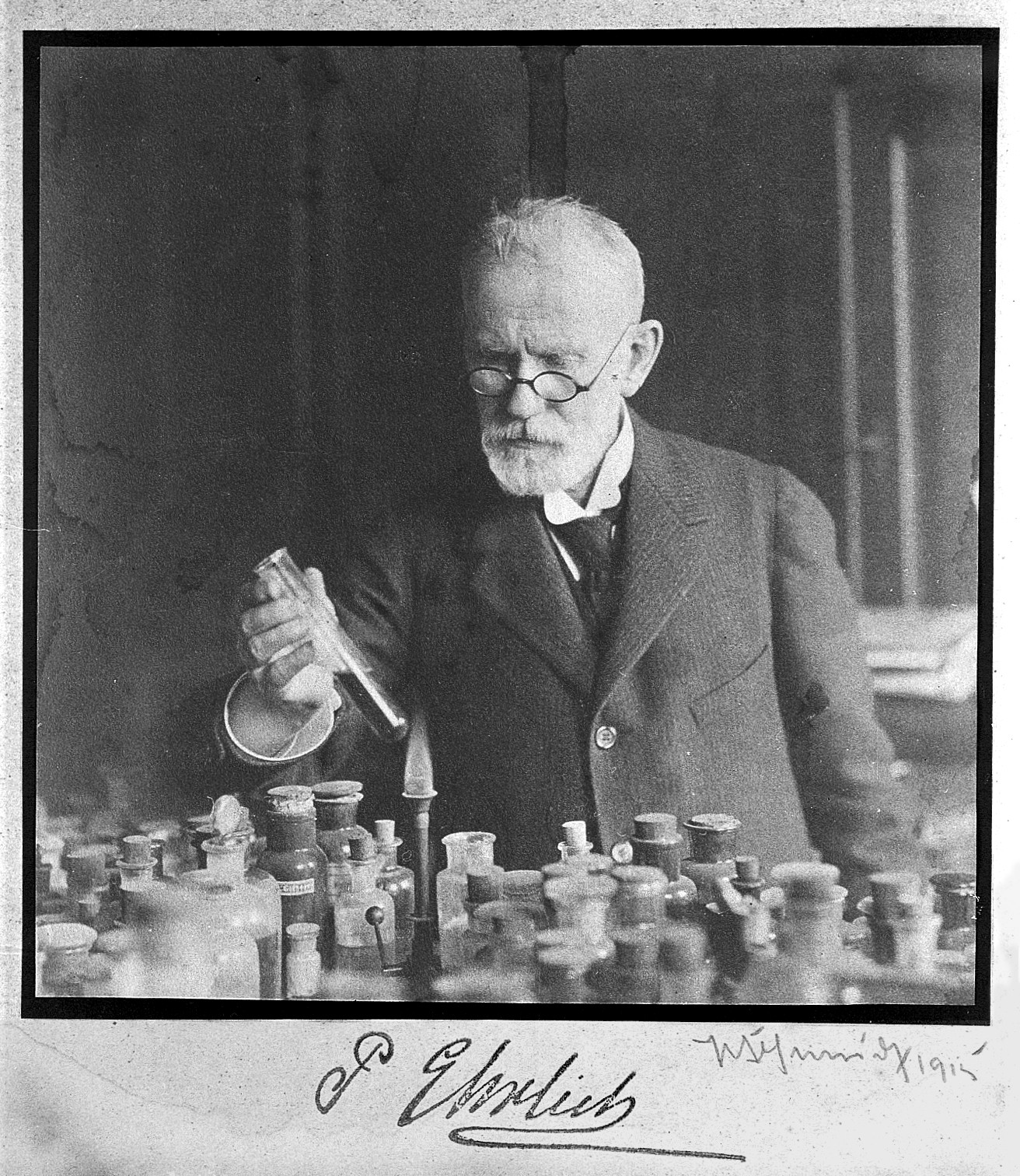
Paul Ehrlich (1915)

Der im 18. Jahrhundert erstmals aufgetauchte Begriff wurde 1906 von Paul Ehrlich neu definiert und geprägt. Er beschrieb damit die Behandlung von Infektionskrankheiten mit chemischen Substanzen, die direkt gegen den Krankheitserreger wirken. Als erstes wirksames Chemotherapeutikum hatte er 1904 Trypanrot erkannt, mit dem er an der Schlafkrankheit erkrankte Mäuse heilte. Ehrlich begann am 31. August 1909 in Frankfurt am Main weitere Versuche, indem er Erreger der Syphilis in Ratten injizierte und anschließend mit Hilfe chemotherapeutischer Verfahren behandelte. Diese Versuche hatten eine so überzeugende Wirkung, dass man hierin die neue „Waffe“ der Medizin gegen Infektionskrankheiten sah. Ehrlich wurde danach als „Schöpfer der Chemotherapie“ bezeichnet. Die verwendeten Medikamente werden entweder künstlich hergestellt oder sind Abkömmlinge von in der Natur vorkommenden Stoffen. Zwischen 1946 und 1950 wurden bedeutende Fortschritte in der Chemotherapie der Tuberkulose durch die Einführung der Thiosemicarbazone und des Isonicotinsäurehydrazids durch Gerhard Domagk und andere erzielt.

## Sensitivität
Das Ansprechen einer Chemotherapie hängt von verschiedenen Faktoren ab. Erstens wird ein Chemotherapeutikum unterschiedlich schnell im Menschen abgebaut, und je kürzer das Medikament im Körper wirksam beziehungsweise präsent ist, desto kürzer kann es auch nur wirken. Zweitens ist die Erreichbarkeit der krankheitsverursachenden Zellen oder Mikroorganismen ein wichtiger Faktor. So kann ein Tumor sehr kompakt geformt sein und über wenig Blutversorgung verfügen. Daraus resultiert, dass das Medikament den eigentlichen Wirkort nicht oder nur schlecht erreichen kann. Ein dritter Faktor bestimmt das Ansprechverhalten von Chemotherapeutika. Zum Beispiel können auch bei guter Erreichbarkeit des Tumors durch das Zytostatikum die Krebszellen resistent gegen das Medikament sein. Diese Eigenschaften werden als Chemosensitivität und Chemoresistenz bezeichnet.
Es ist möglich, die Wirksamkeit von Chemotherapeutika auf Bakterien im Rahmen eines Antibiogramms zu testen. Ebenso kann bei Krebszellen die Chemosensitivität in vitro getestet werden (Chemosensitivitätstest).

## Prinzipien der antineoplastischen Chemotherapie

Darstellung der Log-cell-kill-Hypothese (idealisierter Verlauf bei einem soliden Tumor).
Die blaue Kurve stellt den Verlauf nach einer operativen Tumorentfernung mit adjuvanter Chemotherapie dar, die rote Kurve den Verlauf bei einem nicht operablen Tumor und Chemotherapie.
Von der ersten entarteten Zelle bis zum nachweisbaren Tumor werden etwa 30 Zellteilungszyklen benötigt (= 10^{9} Krebszellen mit 1 g Masse). Von diesem Punkt bis zur normalerweise tödlichen Tumormasse von ungefähr 1 kg (= 10^{12} Krebszellen) werden nur noch zehn weitere Teilungszyklen benötigt.

Der realistischere Verlauf einer Chemotherapie

Wegen der höheren Bioverfügbarkeit wird in der Regel eine intravenöse Verabreichung gewählt. Einige Therapien sind aber auch oral möglich.
Eine bestimmte Zytostatikadosis kann immer nur einen bestimmten Anteil, z. B. 90 % der Zielzellen abtöten. Mit fortschreitender Behandlung bleibt dieser Anteil gleich, d. h., zwei Dosen erreichen 99 % der Zellen, drei Dosen 99,9 % usw. Dieser Mechanismus erklärt, warum eine Chemotherapie im Laufe der Behandlung nicht vermindert werden darf, auch wenn der sichtbare Tumor bereits verschwunden ist (Log Cell Kill, Howard E. Skipper 1964.) Im Gegenteil: Es muss damit gerechnet werden, dass durch eine schwache Behandlung gerade die widerstandsfähigsten Tumorzellklone selektiert werden, d. h. übrig bleiben. Moderne Protokolle versuchen daher, „so früh und so hart wie möglich zuzuschlagen“. Die Chemotherapie wird in schneller Abfolge appliziert, und fast immer werden zwei oder mehr Zytostatika kombiniert, um die Wirksamkeit zu erhöhen. Mangelnde Therapieerfolge bei einigen Tumorarten und neuere theoretische und tierexperimentelle Daten lassen jedoch Zweifel an der generellen Richtigkeit dieses Konzeptes aufkommen.
Adjuvant nennt man eine Chemotherapie, die zur Erfolgssicherung nach einer vollständigen operativen Beseitigung des Tumors dienen soll. Neoadjuvant ist eine Chemotherapie vor der Operation. Sehr häufig wird die adjuvante, neoadjuvante oder alleinige Chemotherapie mit Strahlentherapie kombiniert (Radiochemotherapie).
Bei der Behandlung von alten Menschen muss berücksichtigt werden, dass diese oft eine verminderte Leber- und Nierenfunktion und eine verminderte Knochenmarksreserve haben und ihre Empfindlichkeit gegenüber den Substanzen daher erhöht ist. Wenn die Dosis nach dem Körpergewicht oder der Körperoberfläche abgeschätzt wird, ist der erhöhte Anteil an Körperfett im Alter einzurechnen.
Resistenzen der Tumorzellen gegen einzelne oder mehrere der eingesetzten Zytostatika sind nicht selten. Außerdem sollte man während einer Chemotherapie nicht rauchen, denn bei einigen Standard-Chemotherapeutika wurde nachgewiesen, dass ihre Wirkung durch Nicotin abgeschwächt wird.
Resistenzen können viele Ursachen haben, beispielsweise verminderten Transport der Substanz in das Zellinnere oder erhöhten Transport aus der Zelle (Multiple Drug Resistance). Auch kann die Zelle inaktivierende Enzyme besitzen. Gute Durchblutung des Tumors (Angiogenese) führt wegen hoher Nährstoffversorgung zu schnellem Wachstum, aber auch zu besserem Ansprechen auf die Chemotherapie, da der Anteil der sich teilenden Zellen höher ist. Viele der durch die Zytostatika in den Zellen erzeugten Schäden setzen voraus, dass vorhandene Kontrollsysteme (beispielsweise p53) in den Tumorzellen noch aktiv sind und diese Fehler bemerken. Reparaturmechanismen (beispielsweise Exzisionsreparatur) dürfen hingegen nicht aktiviert sein, stattdessen muss ein kontrolliertes Absterben der Zelle eingeleitet werden. Resistenzen müssen frühzeitig erkannt werden, um Änderungen des Therapieregimes rechtzeitig wirksam werden zu lassen, sonst häufen sich Mutationen im Tumor an, die ihn schwerer kontrollierbar machen. Auch das Auffinden der für den speziellen Tumor optimalen Kombinationstherapie durch Labortests wird diskutiert
und wurde erfolgreich eingesetzt.
Prinzipiell können bei der Chemotherapie zwei unterschiedliche Wege zur Bekämpfung der Krebszellen eingeschlagen werden. Mit Zytotoxinen soll die Apoptose, das heißt der programmierte Zelltod der malignen Zellen, herbeigeführt werden. Dies ist der in den meisten Fällen angestrebte Weg, den Tumor zu eradizieren, das heißt vollständig aus dem Körper des Erkrankten zu beseitigen.
Zytostatika (griechisch cyto=Zelle und statik=anhalten) sind dagegen definitionsgemäß Substanzen, die Krebszellen nicht abtöten, sondern deren Zellwachstum und die Zellteilung (Proliferation) unterbinden. Konventionelle klassische Chemotherapeutika wirken im Wesentlichen zytotoxisch, während zielgerichtete neuere Therapien aus dem Bereich der Krebsimmuntherapie, wie beispielsweise monoklonale Antikörper, zytostatische Eigenschaften haben.
In der Literatur wird allerdings in vielen Fällen nicht zwischen Zytostatika und Zytotoxinen unterschieden. Die meisten derzeit angewandten Chemotherapeutika wirken zudem sowohl zytotoxisch als auch zytostatisch.

### Anwendungsgebiete
- Eine örtliche Behandlung reicht bei soliden Tumoren (d. h. fest, im Gegensatz z. B. zu Leukämien) nicht mehr aus, wenn bereits Metastasen nachweisbar sind.
- Leukämien und maligne Lymphome breiten sich oft von Anfang an über mehrere Körpergebiete aus. Dann ist in jedem Fall eine systemische Abgabe von Zytostatika notwendig.
- Eine adjuvante (= ergänzende, helfende) Zytostatikagabe wird vor oder nach der chirurgischen Entfernung eines Tumors auch ohne Nachweis von Metastasen gegeben, wenn das Rückfallrisiko erfahrungsgemäß hoch ist.

### Gegenanzeigen
Kontraindikationen für eine antineoplastische Chemotherapie können vorliegen, wenn
- der Tumor durch eine Operation oder Bestrahlung komplett und mit großer Wahrscheinlichkeit kurativ entfernt werden kann,
- die Abwägung ergibt, dass die zu erwartenden Nebenwirkungen der Behandlung schwerer sind als der zu erwartende Verlauf des Tumorleidens ohne Chemotherapie,
- der Allgemeinzustand des Patienten oder die Funktion wesentlicher Organe zu weit eingeschränkt sind.

Beispiele für Krebserkrankungen, bei denen eine Chemotherapie zu einer dauerhaften Heilung führen kann:
- Brustkrebs ohne Fernmetastasen
- Chorionkarzinom der Frau
- Hodentumore
- akute Leukämien
- malignes Lymphom
- Morbus Hodgkin
- Tumoren bei Kindern, auch mit Metastasen.

### Wahl des Chemotherapeutikums
Die Wahl des Chemotherapeutikums richtet sich nicht nur nach dem Organ der Krebserkrankung (z. B. Brust-, Lungen-, Darmkrebs), sondern auch nach individuellen Kriterien, die bei verschiedenen Patienten mit „derselben“ Krebserkrankung unterschiedlich sein können.
Solche Kriterien können beispielsweise sein:
- der Gewebstyp der Tumorzellen (z. B. kleinzellig, Plattenepithel, Drüsenepithel etc.)
- Rezeptoren, die die Tumorzellen tragen (bspw. HER2/neu)
- bestimmte Mutationen im Erbgut der Tumorzellen (bspw. KRAS, siehe auch Onkogene)
- die anfängliche Wirksamkeit der begonnenen Therapie
- andere Erkrankungen des Patienten
- die allgemeine Verfassung des Patienten

Trotz dieser individuellen Gesichtspunkte können für maligne Erkrankungen typische Chemotherapeutika genannt werden, die bei diesen regelhaft zum Einsatz kommen.
| Krebserkrankung   | typisches Chemotherapeutikum oder Chemotherapie-Schema           | zusätzliche medikamentöse Therapie                                                       |
| ----------------- | ---------------------------------------------------------------- | ---------------------------------------------------------------------------------------- |
| Darmkrebs         | FOLFIRI, FOLFOX oder XELOX                                       | Bevacizumab, Cetuximab                                                                   |
| Brustkrebs        | 5-Fluoruracil + Anthracyclin + Cyclophosphamid evtl. Capecitabin | Trastuzumab bei HER2-positiven Tumoren Tamoxifen Lapatinib Sunitinib Eribulin Everolimus |
| Leberzellkarzinom | 5-Fluoruracil + Folinsäure                                       | Sorafenib                                                                                |

### Therapieschemata
Heutzutage werden bei der Chemotherapie fast immer (abgesehen von möglicherweise nebenwirkungsärmeren Monotherapien bei der palliativen zytostatischen Chemotherapie) mehrere Wirkstoffe kombiniert. Dazu wurden Schemata entwickelt, in denen festgelegt ist, welche Wirkstoffe in welcher Abfolge und mit welchem Zeitabstand anzuwenden sind, um eine optimale Wirkung zu erzielen. Aus den Namen der beteiligten Wirkstoffe wird der Name des Schemas (meist als Akronym) abgeleitet:
- ABVD
- BEACOPP
- CMF (Cyclophosphamid, Methotrexat, 5-Fluoruracil)
- CHOP
- COPP
- CVI (Cyclophosphamid, Vincristin, Prednisolon)
- ECF (Epirubicin, Cisplatin, 5-Fluoruracil)
- FLP (5-Fluoruracil, Folinsäure (=Leucovorin), Cisplatin)
- FOLFIRI ist eine wöchentlich durchzuführende mittelgradig komplexe Chemotherapie mit folgenden Wirkstoffen:
  - Folinsäure
  - Fluorouracil als Bolus und anschließend als 24-Stunden-Infusion
  - Irinotecan (wesentliche Nebenwirkung: cholinerges Syndrom)
- FOLFOX ist eine 14-täglich durchzuführende mittelgradig komplexe Chemotherapie mit folgenden Wirkstoffen:
  - Folinsäure
  - Fluorouracil als „Bolus“ und anschließend als 48-Stunden-Infusion.
  - Oxaliplatin (wesentliche Nebenwirkung: Kribbelparästhesien; daher ist eine Magnesium- und Calciuminfusion indiziert)
- 5FUFS (5-Fluoruracil, Folinsäure)
- MCF (Mitomycin C, Cisplatin, 5-Fluoruracil)
- MTX (Methotrexat), in geringerer Dosierung auch gegen Autoimmunkrankheiten, z. B. Psoriasis
- PEB (Cisplatin, Etoposid, Bleomycin)
- PCV (Procarbazin, Lomustin (CCNU), Vincristin)
- VAC beim Ewing-Sarkom
- TAC (Docetaxel, Adriamycin, Cyclophosphamid) ist ein dreiwöchentlicher Chemotherapiezyklus als Drei-Stunden-Infusion
- TEC (Docetaxel, Epirubicin, Cyclophosphamid)
- XELOX ist ein dreiwöchentlicher Chemotherapiezyklus bestehend aus folgenden Wirkstoffen:
  - Capecitabin (oral, wesentliche Nebenwirkung: Hand-Fuß-Syndrom)
  - Oxaliplatin

### Nebenwirkungen
Die Nebenwirkungen einer Chemotherapie sind abhängig von der Art der Therapie und der individuellen Verträglichkeit. Die einzelnen Nebenwirkungen treten unabhängig voneinander auf und können ganz ausbleiben oder in verschiedener Stärke (von mild bis tödlich) auftreten.
Diese Nebenwirkungen sind Übelkeit und Erbrechen, Erschöpfung, Haarausfall, Geschmacksstörungen, Schleimhautentzündungen und Blutbildveränderungen. Sie werden nach den Common Toxicity Criteria eingeteilt.
Viele Zytostatika sind selbst karzinogen, etwa Busulfan, Chlorambucil, Cyclophosphamid oder Semustin. Insgesamt ist die Rate an zytostatikainduzierten Leukämien zwar rückläufig, aber bei einigen Tumorarten steigt die Zahl der Erkrankungen immer noch an. Darunter fallen das Multiple Myelom, das Non-Hodgkin-Lymphom, Ösophaguskarzinom, Analkarzinom, Zervixkarzinom und Prostatakarzinom. Während bei den ersten beiden auch nach einem Jahrzehnt nach der Chemotherapie eine therapiebedingte akute myeloische Leukämie (tAML) auftreten kann, ist sie bei den übrigen Karzinomen auf die ersten zehn Jahre nach der Behandlung beschränkt.
Bis zu drei Viertel der Tumorpatienten mit einer Chemotherapie erkranken an einer chemotherapieassoziierten Anämie. Ein hohes Risiko besteht vor allem bei Tumorentitäten wie dem Lymphom, multiplem Myelom, Bronchialkarzinom sowie bei gynäkologischen und urogenitalen Tumoren. Häufigkeit und Schweregrad der Anämie sind auch vom Tumorstadium abhängig. Während die nach den Common Toxicity Criteria aufgelisteten Nebenwirkungen meist mit dem Absetzen der Chemotherapie verschwinden, kann es unter Umständen zu einer irreversiblen Herzmuskelschädigung sowie zu einer temporären oder endgültigen Unfruchtbarkeit kommen. Die Gabe von Anthracyclinen führt bei etwa zehn Prozent der Patienten zu einer bleibenden Schädigung der Herzmuskelzellen, welche Herzrhythmusstörungen und/oder eine Herzinsuffizienz (Herzschwäche) auslösen kann. Seit 2007 sind sogenannte Kardioprotektiva zugelassen, welche Herzschäden durch die Gabe der Anthracycline Doxorubicin oder Epirubicin verhindern können.
Wegen einer etwaigen durch die Chemotherapie bedingten Unfruchtbarkeit wird vor der Behandlung bei Männern, falls vom Patienten gewünscht, eine Aufbewahrung des Samens (ähnlich wie es bei Samenspendern praktiziert wird) vorgenommen. Durch die fachgerechte Lagerung wird dann die Chance auf eigene Kinder erhalten. Fertilitätserhaltende Maßnahmen bei Frauen sind möglich, tragen jedoch zum Teil noch experimentellen Charakter. Das Netzwerk Fertiprotekt bemüht sich im deutschsprachigen Raum, über Maßnahmen bei Männern und Frauen zu informieren und sie anzubieten.
Manche Patienten erleben nach einer Chemotherapie eine meist vorübergehende Beeinträchtigung des Denk-, Merk- und Stressbewältigungsvermögens, die als Post-chemotherapy Cognitive Impairment (PCCI) (auch Chemotherapy-induced Cognitive Dysfunction oder „Chemo Brain“) bezeichnet wird. Die Ursache dieses Phänomens wird derzeit erforscht. Sie kann nach gegenwärtigem Forschungsstand entweder in der psychisch belastenden, traumaähnlichen Situation der Diagnose und Krankheit selbst, in den direkten physischen Auswirkungen der Chemotherapie oder in beiden Faktoren liegen.
Zur Vorbeugung einer ausgeprägten Mukositis können mehrere Lokalanästhesien mit Vasokonstriktor im Mund-/Kieferbereich verabreicht werden, wodurch eine Anflutung des Chemotherapeutikums in die Schleimhaut vermindert wird. Zusätzlich kann eine Kältetherapie mittels Lutschen von Eiswürfeln die lokale Vasokonstriktion bei der Strahlentherapie verstärken. Die dadurch erreichte Sauerstoffunterversorgung des Gewebes vermindert die zelluläre Strahlenempfindlichkeit.
Neben den allseits bekannten Nebenwirkungen der Chemotherapie wie Haarverlust und Übelkeit kann es bei der Chemotherapie (oder Stammzelltransplantation) auch zu Blutungen kommen. Zu diesen haben Estcourt und Mitarbeiter in den Jahren 2012 und 2015 Cochrane-Übersichtsarbeiten mit randomisierten kontrollierten Studien erstellt, um herauszufinden, welche Nutzung von Thrombozytentransfusionen die wirksamste ist, um Blutungen bei Patienten mit hämatologischen Erkrankungen zu verhindern, wenn sie eine Chemotherapie oder eine Stammzelltransplantation erhalten.
Durch ein wenige Tage andauerndes, sogenanntes Kurzzeitfasten (short-term fasting, STF) in den Tagen der Therapie wurde eine Steigerung der Verträglichkeit von Chemotherapien tierexperimentell und in Zellkultur beobachtet. Gemäß zugrundeliegender Hypothese soll Fasten zu einer Stoffwechselreduktion gesunder Körperzellen führen, wogegen Krebszellen ausschließlich auf Wachstum programmiert sind. Sie nehmen daher Chemotherapeutika unvermindert auf – im Gegensatz dazu gelangen weniger Nährstoffe und weniger Toxine bzw. Zytostatika während des Fastens in gesunde Zellen. Kurzzeitfasten könnte eine vielversprechende Strategie zur Verbesserung der Effizienz und Verträglichkeit der Chemotherapie werden. Für aussagekräftige Schlüsse bei Krebspatienten bedarf es aber an noch mehr Daten aus klinischen Prüfungen.

## Wirksamkeit
Die Wirksamkeit einer Chemotherapie hängt sehr stark von der Art des Tumors und seinem Stadium ab. Während es sehr viele Studien zu der Wirkung spezifischer Zytostatika auf entsprechende Tumorarten gibt, existiert bisher lediglich eine einzige Krebsregister-Studie, welche den Nutzen einer alleinigen Chemotherapie bei 22 Krebskrankheiten in Australien und den USA untersucht. Nicht ausgewertet wurden Krebskrankheiten, für die eine Chemotherapie die wichtigste Behandlung darstellt (z. B. Leukämie oder Lymphdrüsenkrebs), aber auch nicht die Krebsarten, bei der die Chemotherapie lediglich unterstützend (adjuvant) genutzt wird. Laut Studie sollen alleine angewandte zytotoxische Chemotherapien bei Erwachsenen zusätzliche 2,3 Prozent (in Australien) bzw. 2,1 Prozent (in den USA) zur jeweiligen Fünfjahresüberlebensrate beitragen. Die Studie bestätigt jedoch auch, dass bei bestimmten Krebsarten wie z. B. Hodenkrebs, Hodgkin-Lymphomen oder Zervixkarzinomen eine adjuvant angewandte Chemotherapie eine um 10 bis 40 Prozent bessere Prognose bringt.
Die Studie wurde von australischen Onkologen stark kritisiert. Die Autoren hätten die verschiedenen Krebsarten nicht gewichtet (die Fallgruppe der Krebsarten, bei welchen die Chemotherapie schlecht wirkt und somit oft auch nicht angewendet wird, ist am größten) und es gebe methodische Mängel. Bei Anwendung sauberer Methodik würde aus dem gleichen Datenmaterial die Effektivität auf 6 Prozent über alle Fälle steigen. Außerdem wurden einige Krebsarten, welche hauptsächlich durch Chemotherapie behandelt werden (z. B. Leukämie) und wo diese Therapie sehr effektiv ist, nicht betrachtet. Überdies stammten die Daten aus den 1990er Jahren und seien folglich veraltet. Da die Wirkung einer Chemotherapie von der Art des Tumors abhängt, ist ein solcher Zusammenwurf aller Tumorarten nicht zielführend, denn er sage nichts über den Einzelfall aus. Zudem verwendet die Studie nur Fünfjahresüberlebensraten – bei manchen Krebsarten wie Brustkrebs kann Chemotherapie aber das späte Auftreten eines Rezidivs verhindern.
Tatsache ist, dass hochwirksame Zytostatika dazu beigetragen haben, die relative Fünfjahresüberlebensrate bei bestimmten Krebsarten (Stand 2010) signifikant – mit verbesserten Prognosen im zweistelligen Prozentbereich – zu erhöhen. Dies gilt einerseits bei der adjuvanten Anwendung beispielsweise bei Brustkrebs, Hodenkrebs und Lungenkrebs sowie andererseits bei der primären Anwendung der Chemotherapie als Mittel der ersten Wahl, wie beispielsweise bei Hodgkin-Lymphomen und Leukämie.